# 座堂廣場 (基督城)

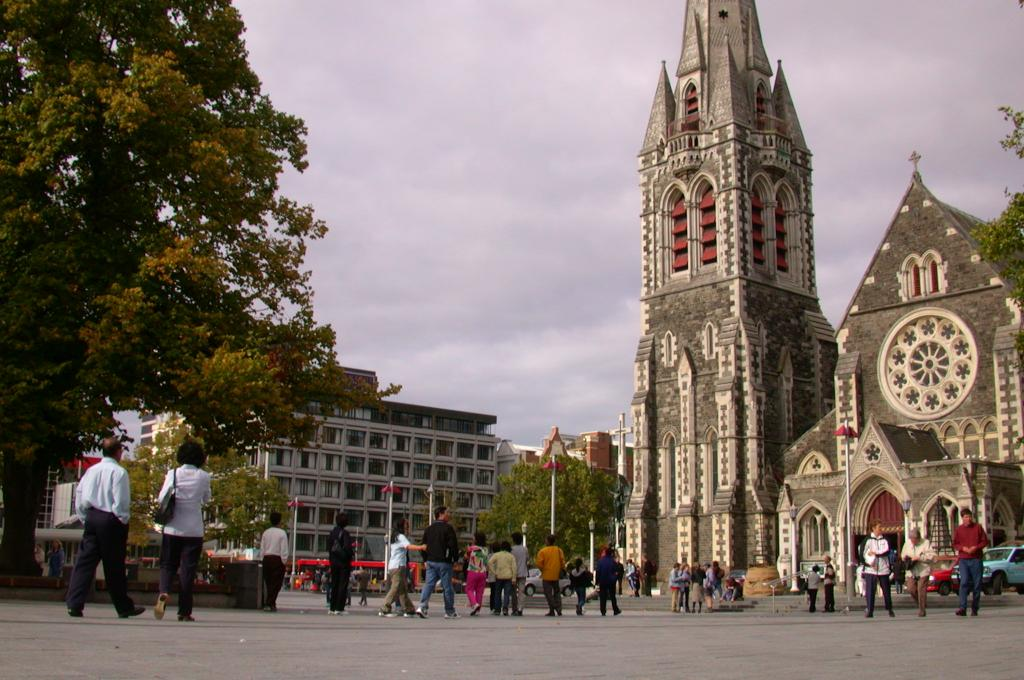
發生2011年基督城地震前的座堂廣場

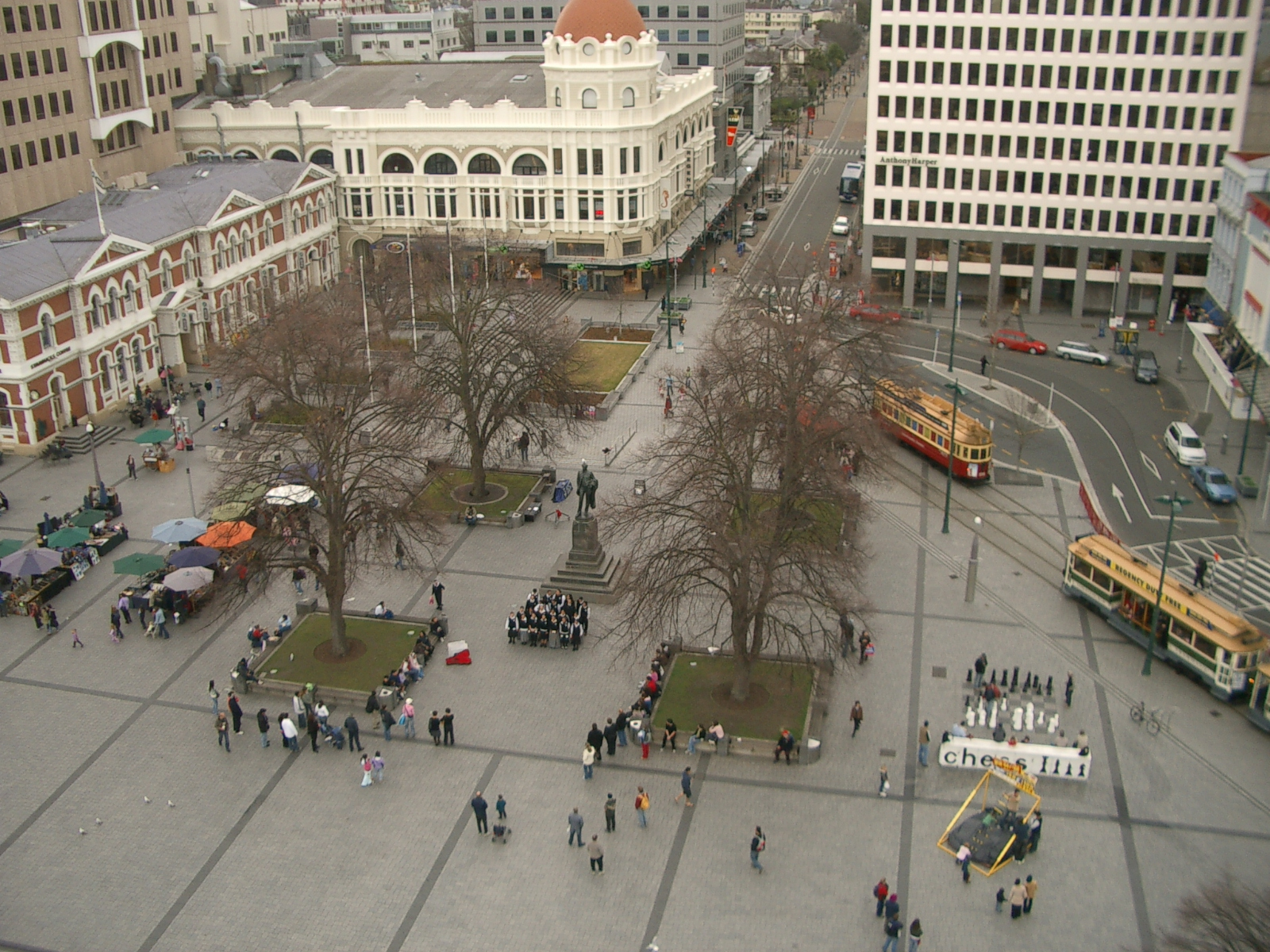
從基督城座堂眺望座堂廣場

座堂广场（Cathedral Square）是新西兰基督城的地理中心和心脏，该市的圣公会座堂基督城座堂坐落于此。
广场位于两条主要道路科伦坡街和伍斯特街交汇处，但均被封锁或绕行广场周围。基督城座堂在2011年基督城地震中严重受损。

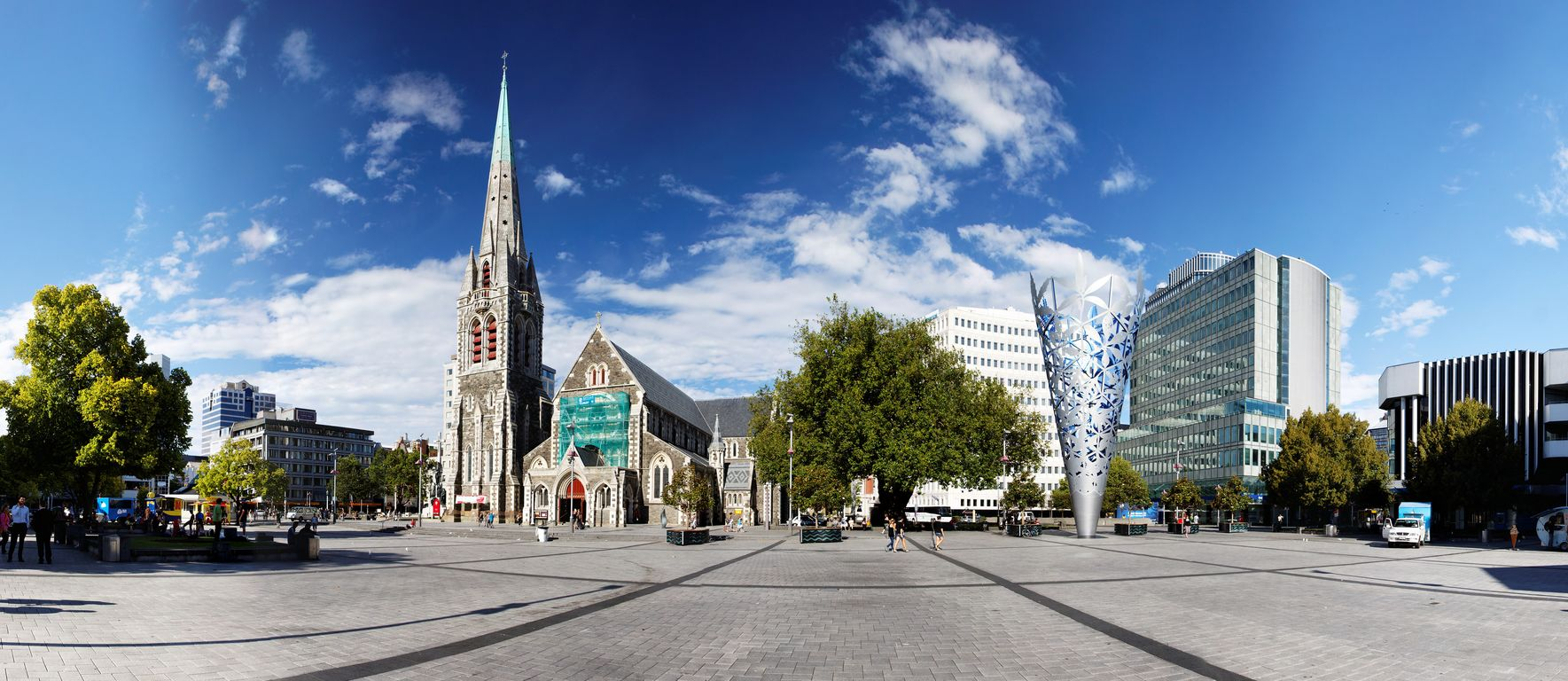
广场全景

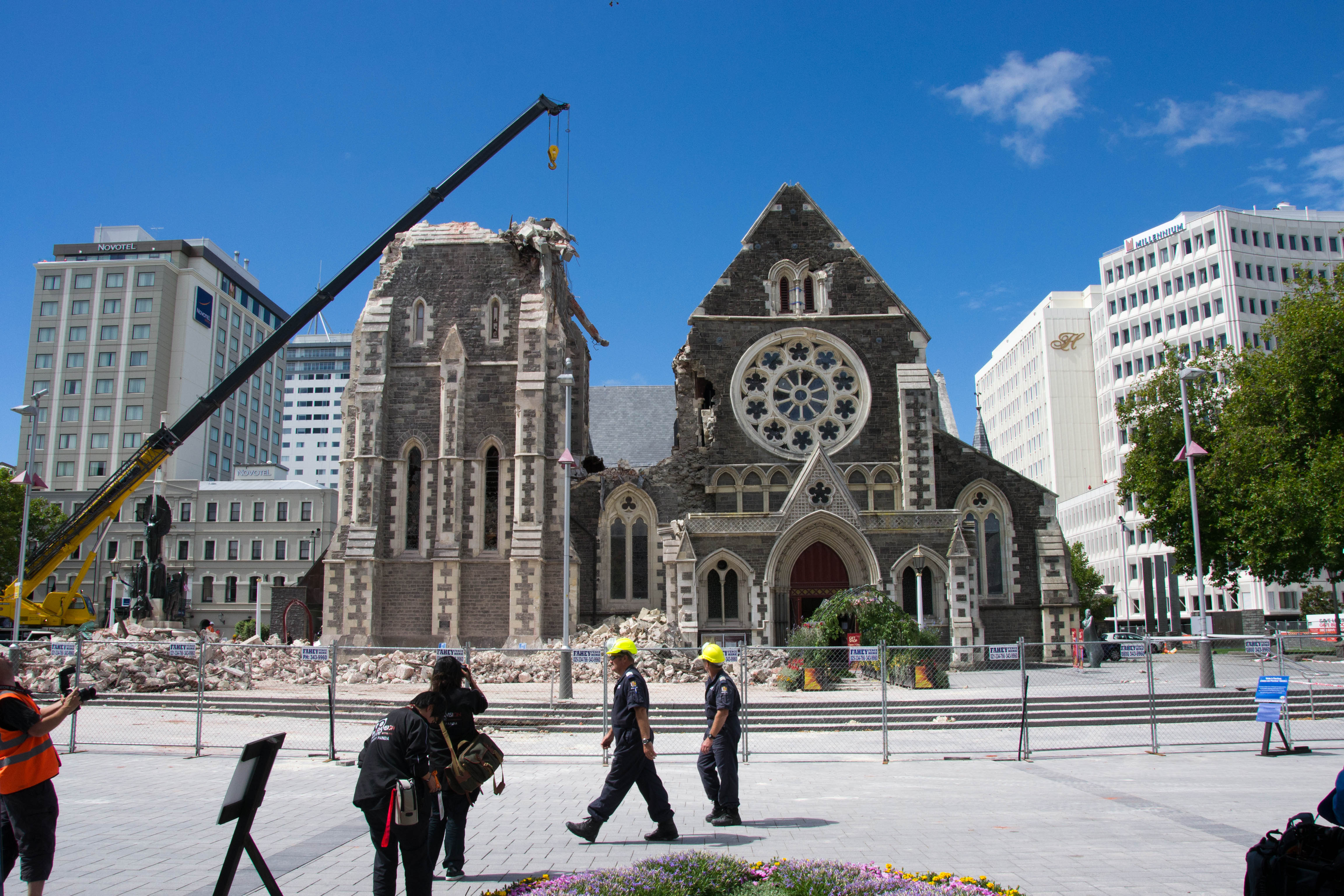
震後的損毀情況

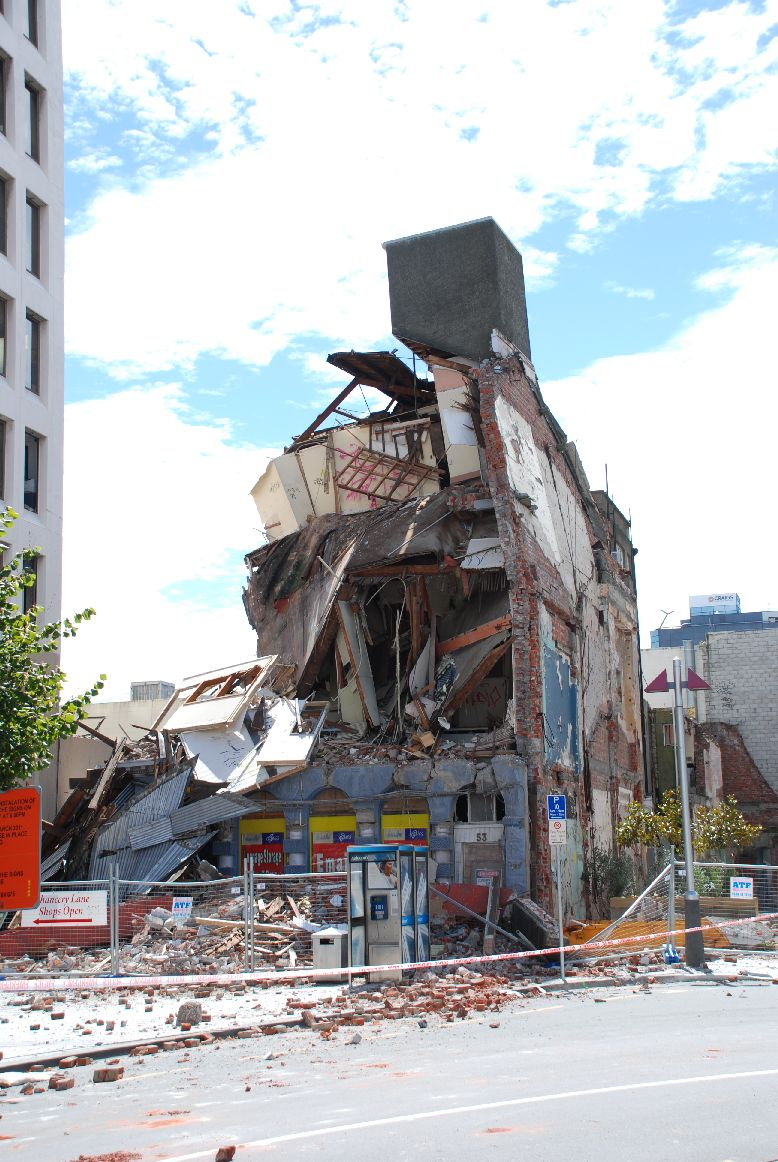
Sevicke Jones Building在地震中倒塌

广场有大量的建筑和雕像，被列为遗产项目。其中许多毁于2011年基督城地震。其中最重要的无疑是基督堂座堂，1983年列为遗产项目。